# Pierre Federspiel

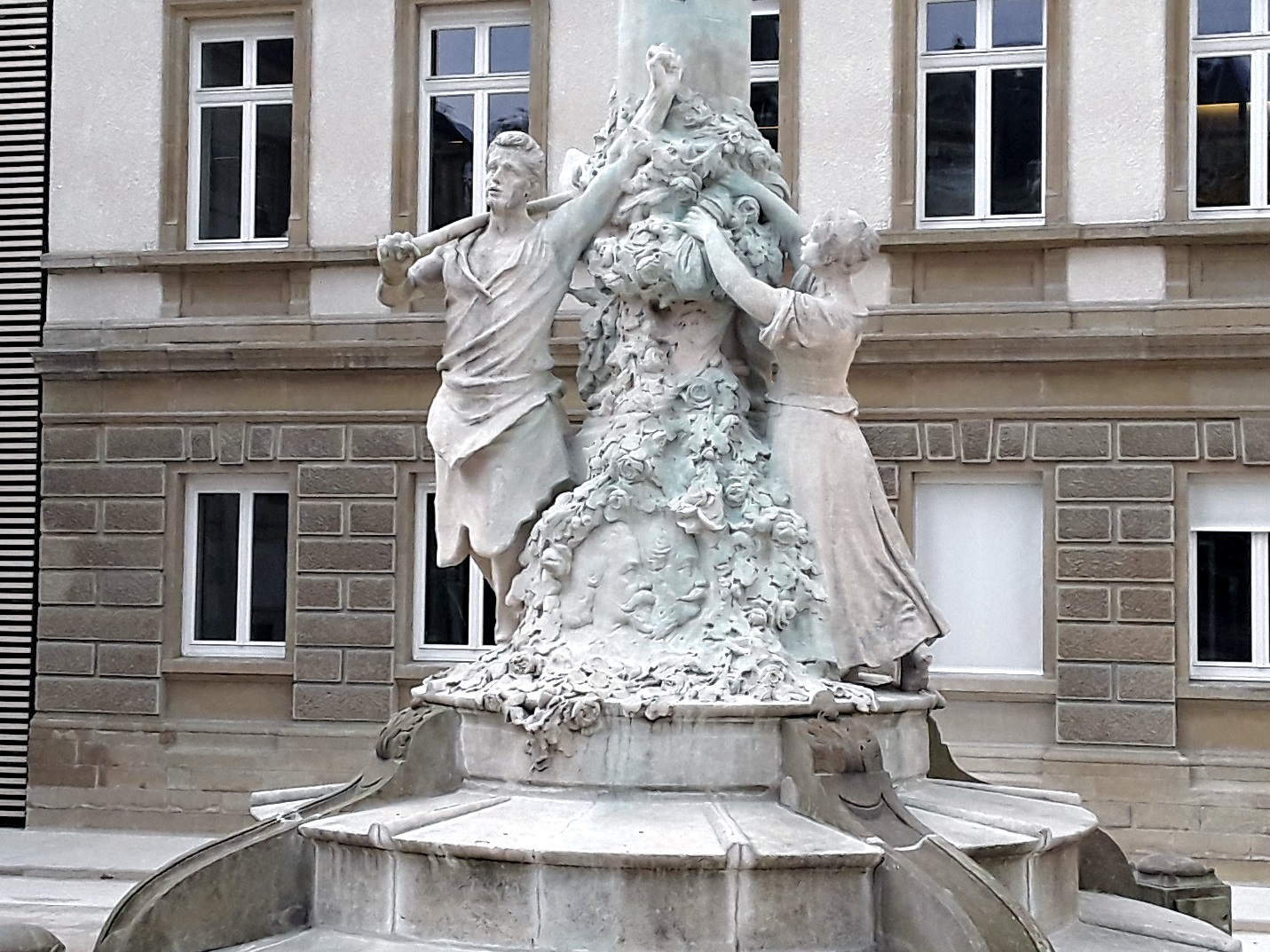
detail Dicks-Lentz Monument (1903), Luxemburg-Stad

Peter (Pierre) Federspiel (Clausen, 20 september 1864 – Luxemburg-Stad, 19 april 1924) was een Luxemburgs beeldhouwer en medailleur.

## Leven en werk
Pierre Federspiel was een zoon van timmerman Jean Federspiel en Catharine Kill. Hij werd in de praktijk opgeleid bij beeldhouwer Mergen in Limpertsberg. Minister Paul Eyschen kende hem een beurs toe, waardoor hij vanaf 1883 kon studeren aan de kunstacademie van München, als leerling van Wilhelm von Rümann. Hij vervolgde zijn opleiding in Parijs aan de Académie Julian en bij Alfred Boucher, en aan de kunstacademie in Berlijn en in Rome. In Rome behaalde hij in 1894 een gouden medaille. 
Federspiel beeldhouwde onder meer bustes en reliëfs. Zijn eerste grote opdracht was het Dicks-Lentz-monument (ingehuldigd 1903), dat hij ontwierp met architect Georges Traus. In 1904 werden zij beiden benoemd tot ridder in de Orde van de Eikenkroon. In 1907 werd Federspiel docent beeldhouwen aan de École d'artisans de l'État in Luxemburg. Hij was lid van de Cercle Artistique de Luxembourg (CAL), waarmee hij ook exposeerde.
Pierre Federspiel was getrouwd met Jeanne (Jenny) Kentz (1884-1962). Hij overleed op 59-jarige leeftijd in de Elisabethskliniek, en werd begraven op de begraafplaats van Fetschenhof.

## Enkele werken
- 1890 Enfant bandant un arc, getoond op de Salon des Champs Elysées.
- 1890 buste van  Paul Le Bègue, getoond op de Salon des Champs Elysées.
- 1891 buste van groothertog Adolf van Luxemburg, collectie Musée national d'archéologie, d'histoire et d'art.
- 1903 Dicks-Lentz-monument voor de dichters Edmond de la Fontaine, alias Dicks (1823-1891) en Michel Lentz (1820-1893), Luxemburg-Stad.
- 1907-1909 uitvoering fries Ermesinde overhandigt Luxemburg de vrijheidsbrief, naar een tekening van Pierre Blanc, en een reliëf van het gemeentewapen aan de gevel van de Cercle municipal in Luxemburg-Stad.
- 1910-1915 uitvoering van portretkoppen voor het Station Luxemburg.[6]
- 1911 kruisigingsgroep boven het hoofdportaal van de Heilige Naam-kathedraal van Mumbai, zetel van de aartsbisschop.[7]

## Fotogalerij

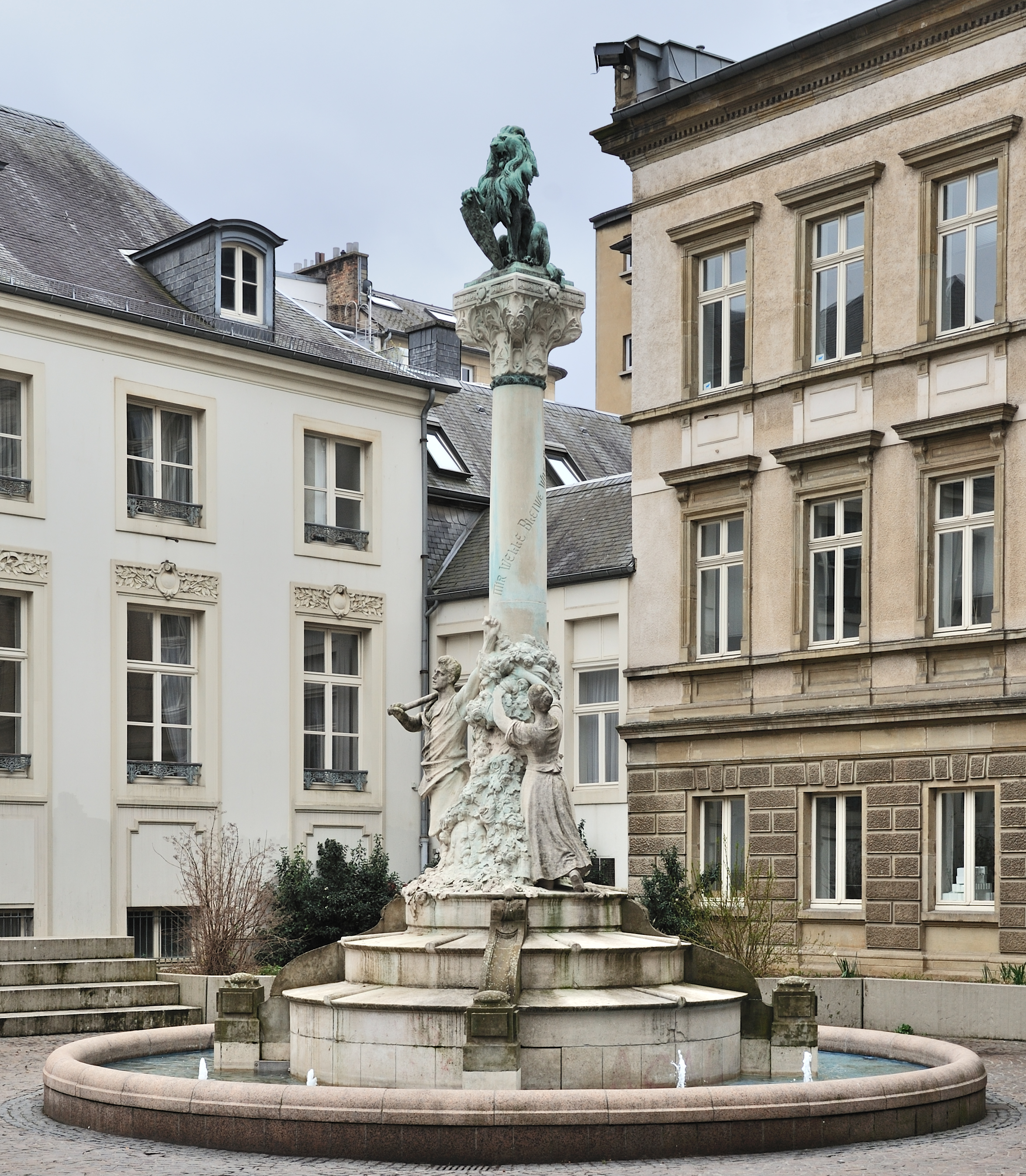
Dicks-Lentz Monument (1903), Luxemburg-Stad.
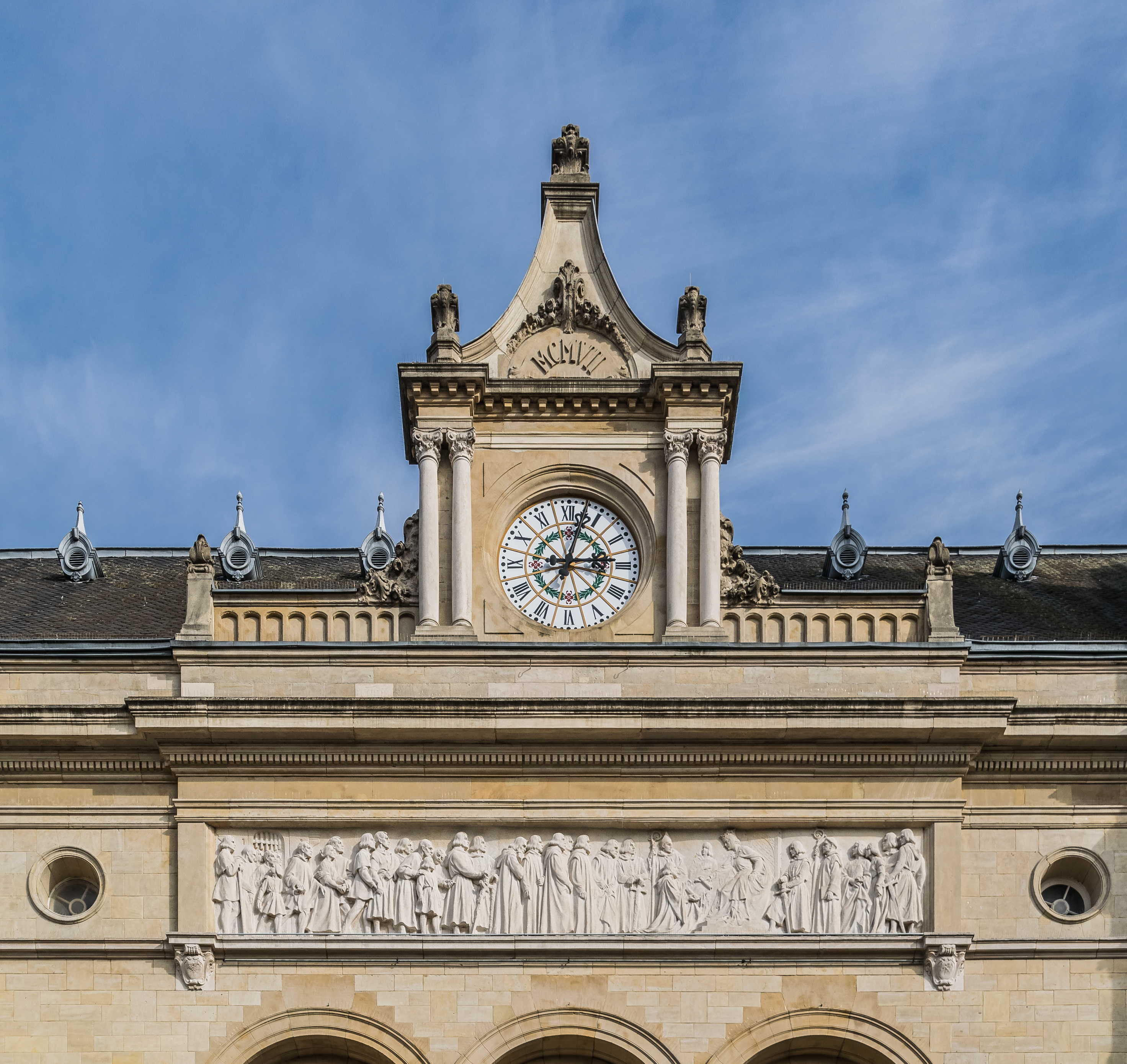
Ermesinde overhandigt Luxemburg de vrijheidsbrief (1907-1909), Luxemburg-Stad
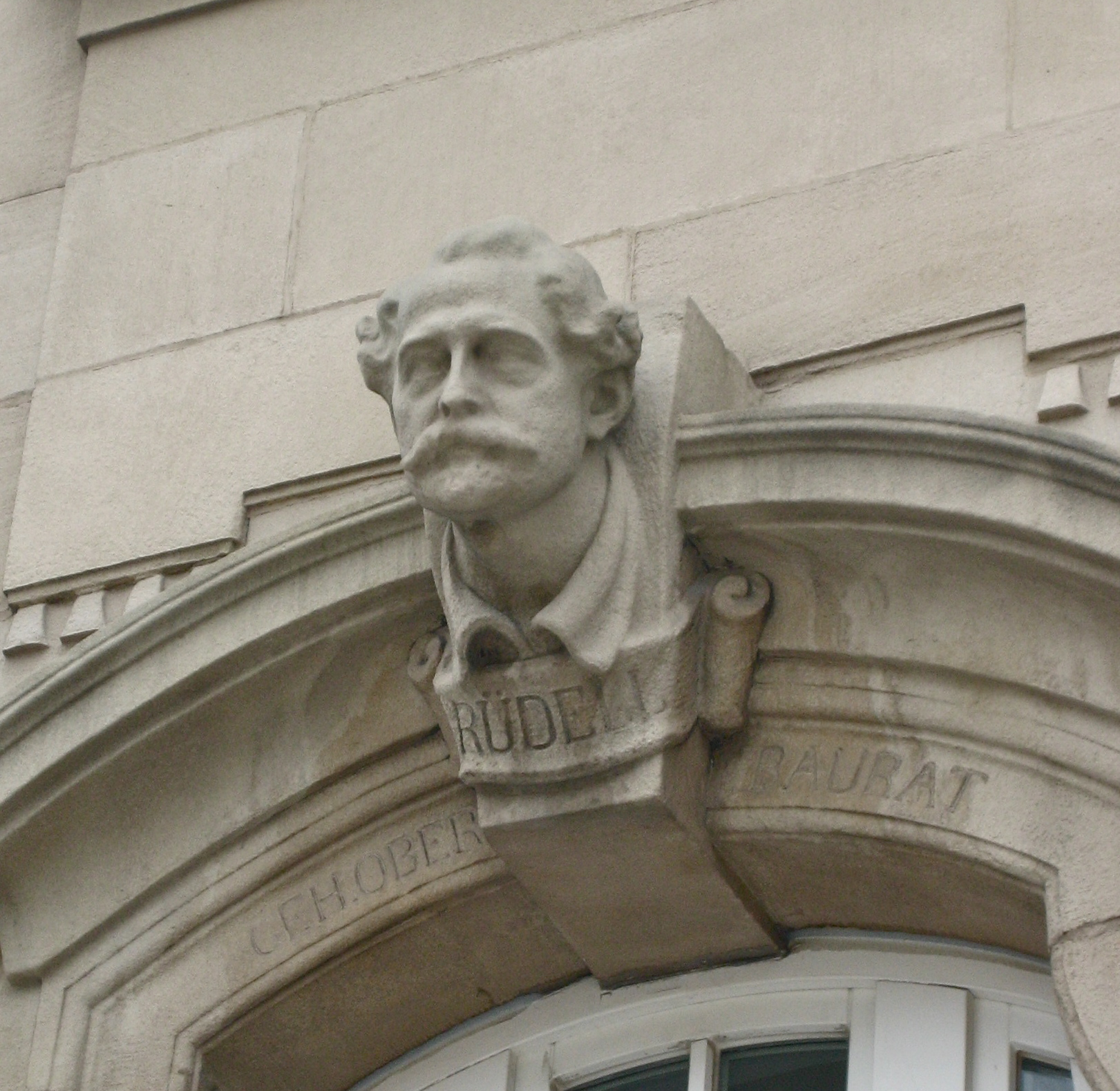
portetkop Rüdell (1910-1915), station Luxemburg

- Musée national d'archéologie, d'histoire et d'art: lkl000271